# Teoria pola (psychologia)
Teoria pola (psychologicznego), zwana inaczej psychologią topologiczną – została stworzona przez Kurta Lewina (1890–1947) w 1936 roku. Opisuje ona zależności między polem psychicznym jednostki a środowiskiem zewnętrznym, z którym tworzy ona całość. Zachowanie jest funkcją pola istniejącego w tym czasie, kiedy to zachowanie występuje. Analiza rozpoczyna się od sytuacji jako całości, w której zostają wyróżnione części składowe. Konkretną osobę w konkretnej sytuacji można przedstawić w formie matematycznej. Lewin kładzie także nacisk na podstawowe siły (potrzeby) jako wyznaczniki zachowania i wyraża swą preferencję dla psychologicznego opisu pola, w odróżnieniu od opisów fizycznych czy fizjologicznych. Pole definiuje jako "ogół współistniejących faktów, które są pojmowane jako wzajemnie uzależnione od siebie" (Lewin, 1951, s. 240; za: "Teorie osobowości" Lindzey, Hall, 1998). W celu przedstawienia pojęć dynamicznych, Lewin wynalazł nowy rodzaj przestrzeni, który nazwał hodologiczną. Właściwości przestrzeni hodologicznej Lewin wyraża za pomocą grafów liniowych. Pojęcia dynamiczne tworzą psychologię wektorową. Pojęcia strukturalne przedstawia w kategoriach topologicznych.

## Założenia teorii
Przestrzeń życiowa jednostki podzielona jest na obszary, których organizacja nie ma znaczenia dla jednostki biernej.
Powstają napięcia w związku z potrzebami, następuje nadanie wartości określonym obszarom, po czym obszary stają się polami sił.
Wartość pozytywna – redukuje napięcie; wartość negatywna – redukuje obszar, w którym jednostka znajduje się teraz.
- pola sił dążą do równowagi
- są współzależne, jest to funkcja stanu płynności lub sztywności związków strukturalnych

Sytuacje, w których znajduje się jednostka mogą być poznawczo nieustrukturalizowane:
- Podmiot (P) może dokonać alternatywnych wyborów, każdy jest pozytywny.

```
+ ← P → +
```

- Podmiot (P) może dokonać wyboru między dwiema negatywnymi rzeczami, jednak posiada pozytywne wyjście (W+).

```
- → P ← -
```

- Podmiot (P) ma dwa negatywne wybory, a wyjście z sytuacji –  pozytywne(W+-), będzie działać krótko.

```
- → P ← -
```

- Podmiot (P) nie ma pozytywnego wyjścia (W-) z sytuacji.

```
- → P ← - 
```

- Podmiot jest skonfrontowany z jednym obszarem pola posiadającym cechy dodatnie.

```
+- ↔ P 
```

- Podmiot znajduje się w pozytywnej sytuacji, jednak druga sytuacja, wpływa na niego negatywnie.

```
+ P ← -
```

- Podmiot dąży do obszaru, który ma dla niego pozytywną wartość, otoczony jest jednak obszarem naładowanym ujemnie.

```
+(-!) ↔ P
```

Większość potrzeb może się znajdować w stanie deprywacji, zaspokojenia (nasycenie) i przesycenia.
W tym ostatnim przypadku obserwuje się:
- deprywacja, zaspokojenie, przesycenie
- dezintegracja aktywności
- pogorszenie wyniku i błędy
- urozmaicenie aktywności, improwizacje
- aktywność uboczna
- emocje negatywne
- znużenie, które znika zaraz po zmianie aktywności